# Lithophyllum falkandicum
Lithophyllum falkandicum (Foslie) Foslie, 1906 é o nome botânico de uma espécie de algas vermelhas pluricelulares do gênero Lithophyllum, família Corallinaceae.
- São algas marinhas encontradas no Chile e nas ilhas Falkland.

## Sinonímia
- Lithophyllum marlothii f. falklandica Foslie, 1905
- Pseudolithophyllum falklandicum (Foslie) Adey, 1970